# Vi sätter färg på Liseberg
"Vi sätter färg på Liseberg" är en sång om Göteborg, skriven av Lasse Berghagen på beställning av Lotta Engberg, som ville ha en ny vinjett till Lotta på Liseberg inför 2015 års säsong. Berghagen var osäker om han skulle skriva låten då han blev tillfrågad av Engberg eftersom han även gjort signaturen till Allsång på Skansen där man spelar låten Stockholm i mitt hjärta men gjorde uppdraget på några timmar. Låten förekommer på studioalbumet Lotta på Liseberg som släpptes 2016.
Sången sjungs varje gång som allsångskvällarna på Liseberg inleds, och sångtexten är uppbyggd kring att Lotta Engberg skall framträda på scenen exakt klockan 20:00.